# 博爾曉維奇
49°51′41″N 24°16′40″E / 49.86139°N 24.27778°E
博爾曉維奇（羅馬化：Borshchovychi）是烏克蘭西部的村莊，隸屬利維夫州的利維夫區。該村面積5.35平方公里，海拔高度224米，人口2,200，人口密度每平方公里422.45人。